# Михайлівка (Сватівський район)
Миха́йлівка — село у Троїцькій селищній громаді Сватівського району Луганської області. Населення становить 50 осіб.